# Gehyra baliola
Gehyra baliola là một loài thằn lằn trong họ Gekkonidae. Loài này được Duméril mô tả khoa học đầu tiên năm 1851.